# Plac Dionizego Henkla w Warszawie
Plac Dionizego Henkla – plac w warszawskiej dzielnicy Żoliborz.

## Położenie i charakterystyka
Plac znajduje w Warszawie się na obszarze Miejskiego Systemu Informacji Stary Żoliborz. Leży na przecięciu ulic: Stanisława Wyspiańskiego, Władysława Niegolewskiego i Bronisława Trentowskiego. Ma okrągły kształt. Nazwa placu została nadana uchwałą Rady Miejskiej Warszawy z dnia 27 września 1926, a jego patronem został dziennikarz i krytyk literacki Dionizy Henkiel. Przy placu znajdują się trzy budynki o adresach pl. Henkla 2 i 6 oraz ul. Wyspiańskiego 7. Stanowi część osiedla Wyspiańskiego.

## Historia
Plac został zaprojektowany przez Romualda Gutta. Był częścią Żoliborza Urzędniczego. Wokół placu wybudowano w latach 1922–1925 według projektu Gutta szeregowe wille o dwóch kondygnacjach i czterospadowych dachach w stylu dworkowym, reprezentujące architekturę modernizmu. Zabudowa ta uległa całkowitemu zniszczeniu w wyniku powstania warszawskiego. W 1944 roku działania zbrojne prowadziło tu zgrupowanie „Żyrafa”. Powstańcy wycofali się z placu 29 września 1944 roku, dzień przed kapitulacją dzielnicy.
Nową, powojenną zabudowę placu oraz osiedle wzdłuż ul. Wyspiańskiego zaprojektowali w latach 1951–1952 Jacek Nowicki we współpracy z Bogusławem Karczewskim. Przedwojenną luźną zabudowę zastąpiła zabudowa bardziej zwarta. Budynki wzniesione w latach 1953–1956 mają trzy kondygnacje, a także wysokie mansardowe dachy z lukarnami, pokryte czerwoną dachówką. Występują szklane wystawki w narożnikach dachów, oświetlające klatki schodowe oraz przejazd bramny. Budynki ułożone są w sposób zwarty i tworzą pierścień wokół placu, przerwany jedynie wlotami ulic. Inspiracją przy projektowaniu była zabudowa małych miast. Chociaż zespół budynków powstał w schyłkowym okresie realizmu socjalistycznego, nawiązują one do przedwojennego stylu dworkowego i prowincjonalnego baroku (podobną architekturę ma inny żoliborski plac – Słoneczny, również zaprojektowany po wojnie przez Jacka Nowickiego).
W 2003 roku plac Henkla znalazł się liście dóbr kultury współczesnej Warszawy przygotowanej przez Stowarzyszenie Architektów Polskich. Wszystkie położone przy nim budynki od lipca 2012 roku znajdują się w gminnej ewidencji zabytków m.st. Warszawy (ID: ZOL21511, ZOL21512, ZOL21513).